# Xian autonome yi de Ninglang
Le xian autonome yi de Ninglang (宁蒗彝族自治县 ; pinyin : Nínglàng yízú Zìzhìxiàn) est un district administratif de la province du Yunnan en Chine. Il est placé sous la juridiction de la ville-préfecture de Lijiang.

## Démographie
La population du district était de 225 916 habitants en 1999.

## Galerie

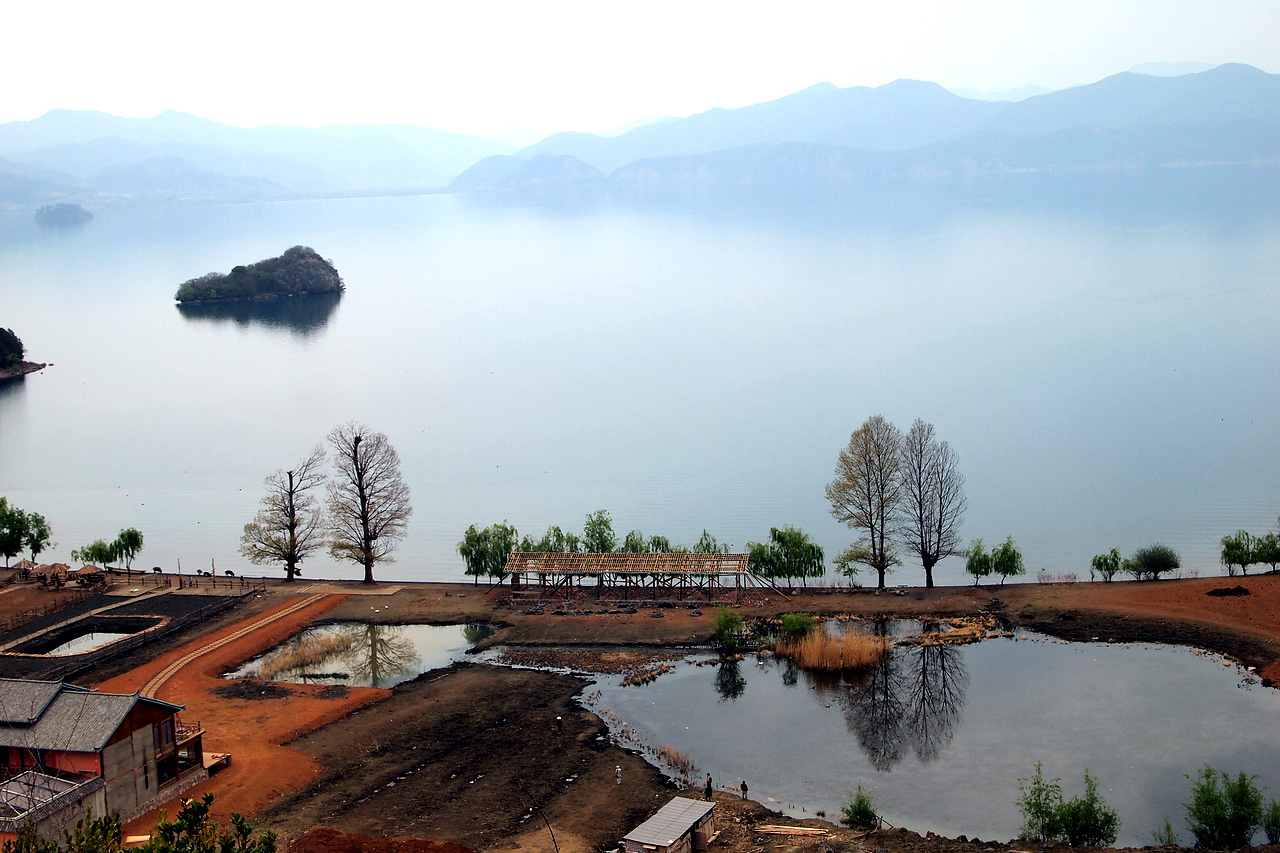
Au bord du lac
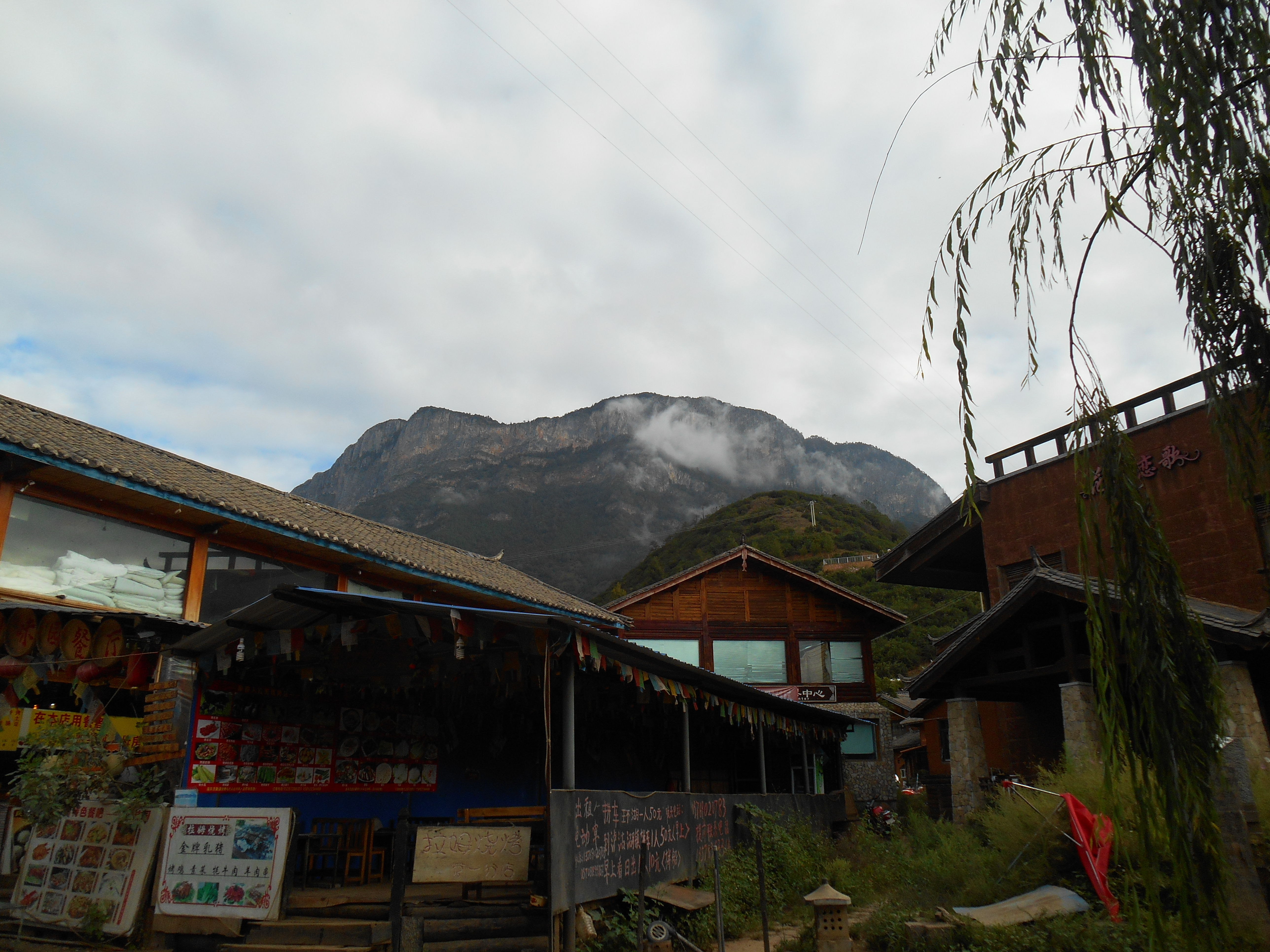
Côté montagne dans un village
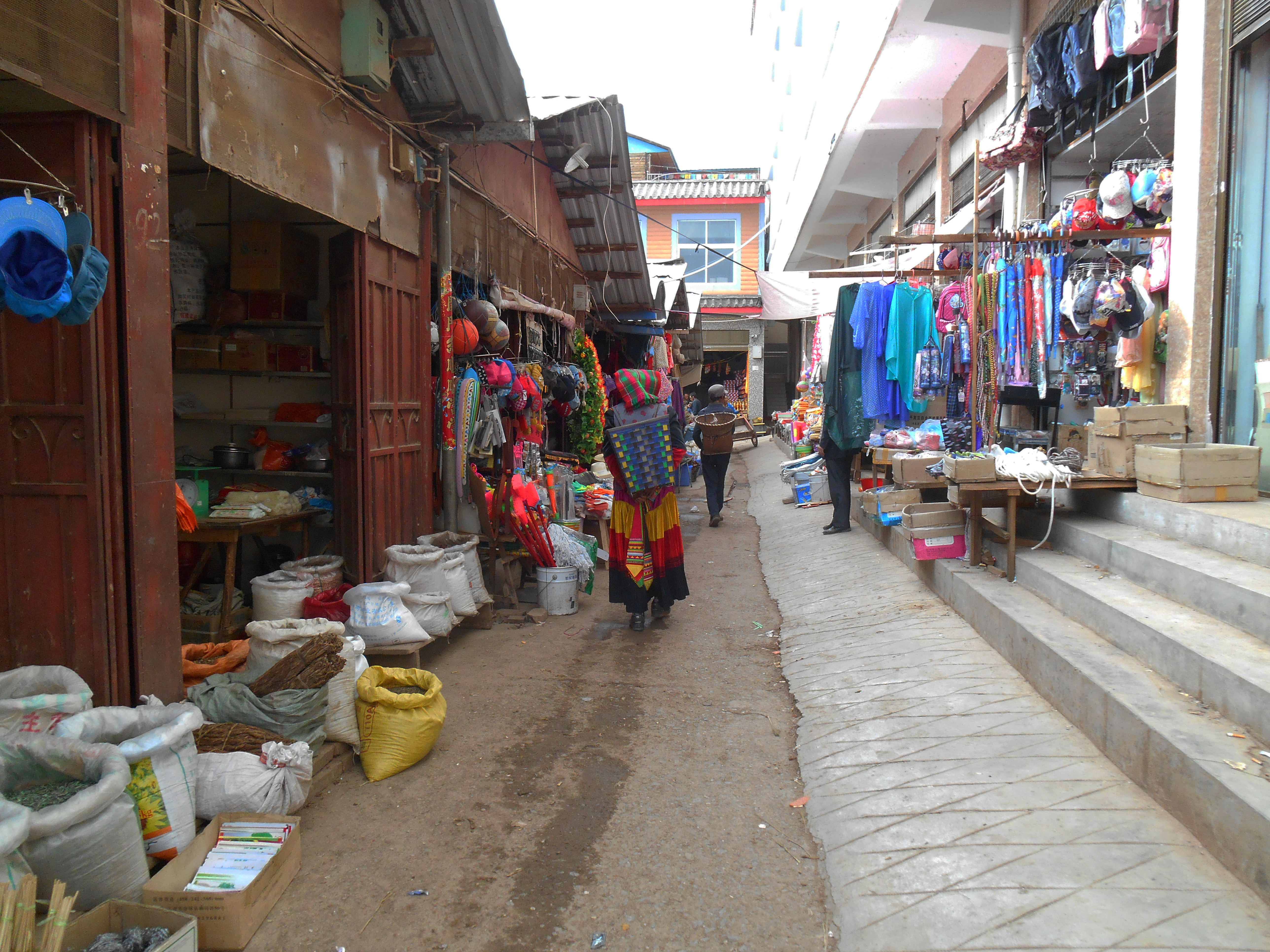
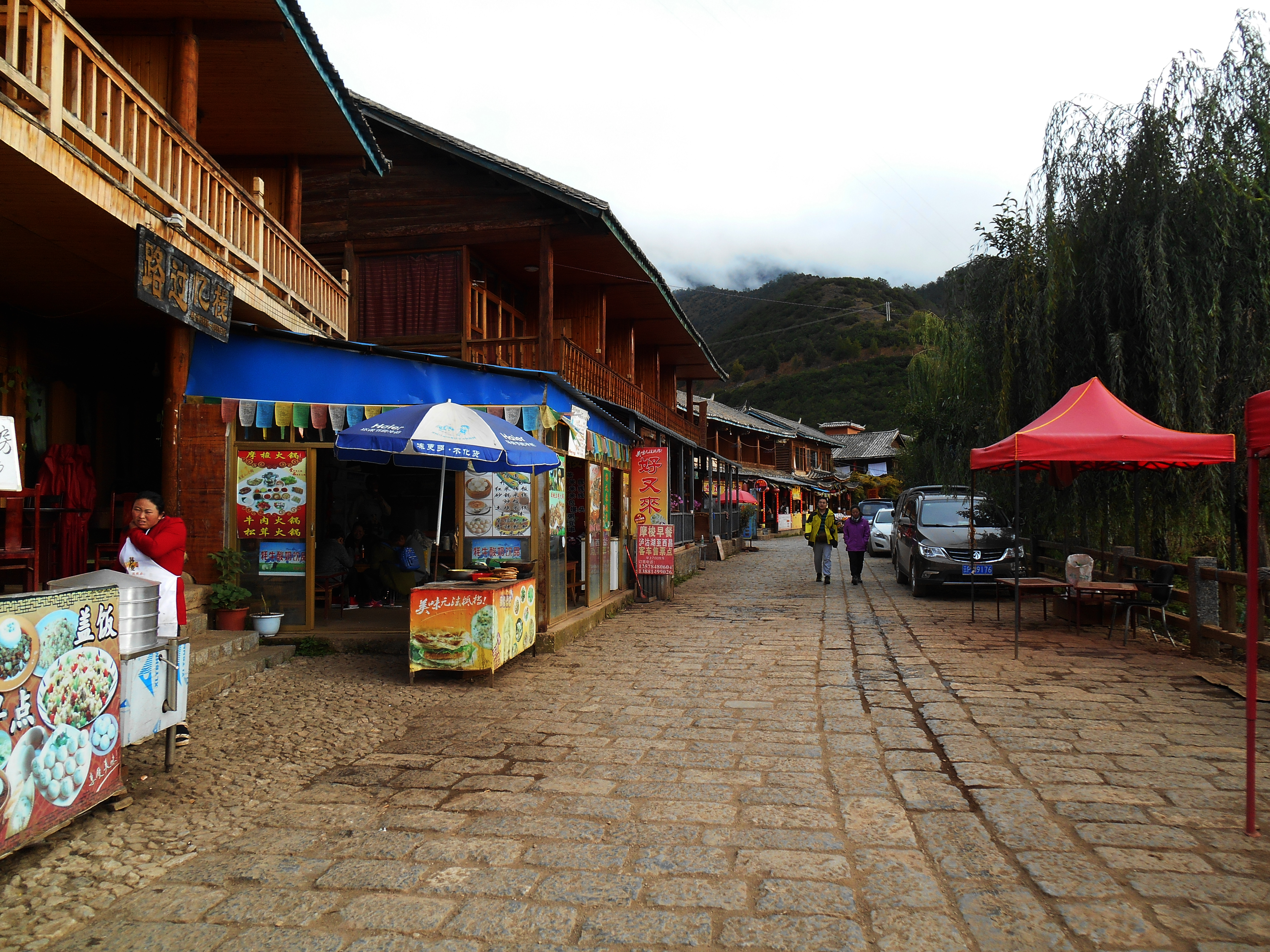
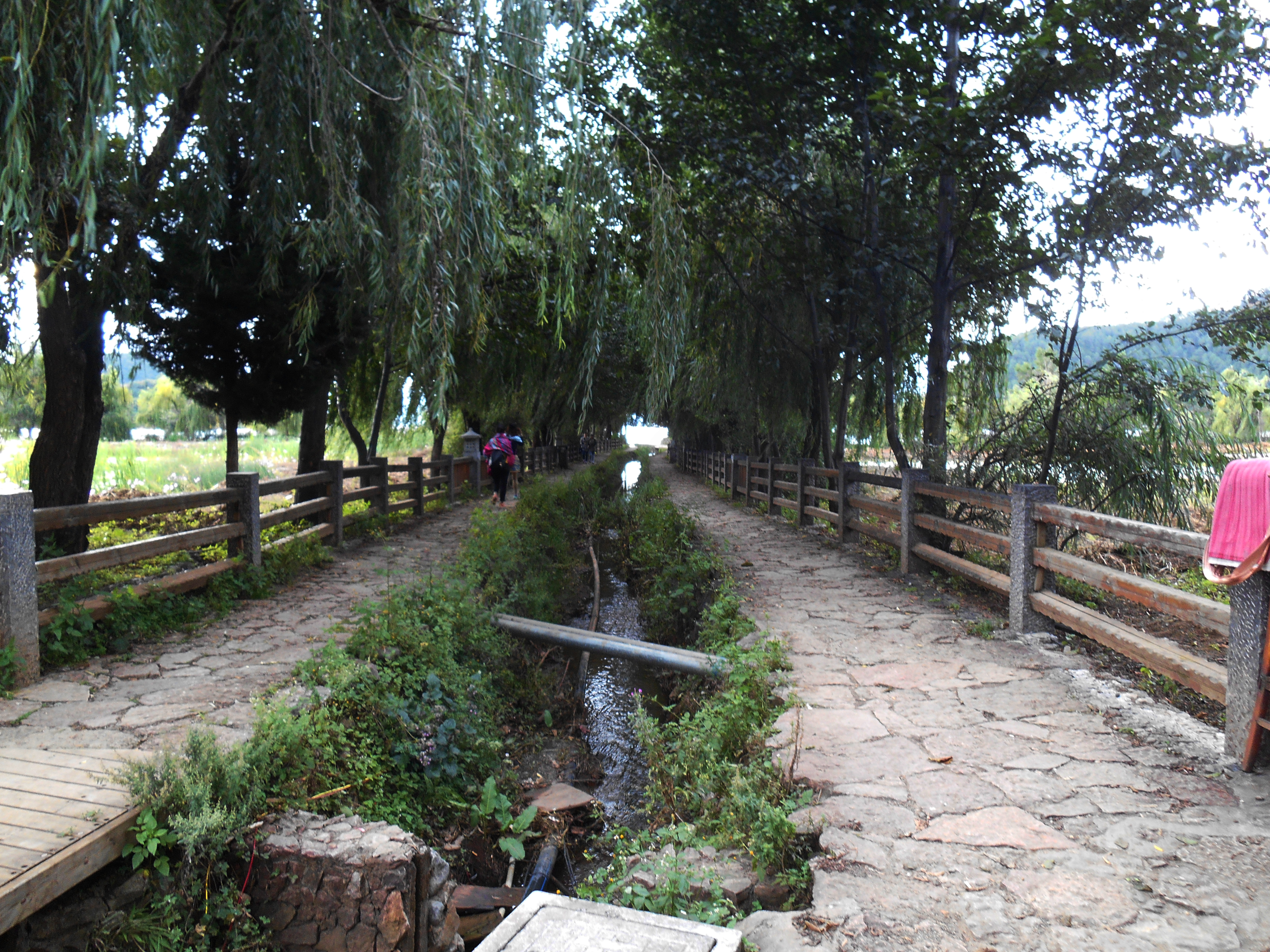